# Playa Vista
Playa Vista – dzielnica w zachodniej części Los Angeles. W 2008 roku szacowano liczbę mieszkańców na 6010 osób. Położona w południowej części Westside. Jej granice wyznaczają w przybliżeniu Lincoln Boulevard, Ballona Creek, Marina Freeway,  San Diego Freeway i Bluff Creek Drive. Od północnego zachodu graniczy z Marina del Rey, od wschodu z Culver City, od zachodu z Playa del Rey, od południa z Westchester.
W przeszłości był to obszar zasiedlony przez Indian Tongva. W latach 40. XX wieku Richard Hughes założył na tym obszarze prywatne lotnisko , The Hughes Airport (IATA: CVR), zamknięte w 1985 roku.  Od 2001 roku następuje intensywna zabudowa tego terenu.